# The Boy Does Nothing
Singles de Alesha Dixon
Knockdown
(2006) Breathe Slow
(2009)
Pistes de The Alesha Show
Cinderella Shoe Chasing Ghosts
The Boy Does Nothing est un single de la chanteuse britannique Alesha Dixon sorti en 2008. Il a été écrit par Alesha, Miranda Cooper et Brian Higgins.

## Clip vidéo
Il a été réalisé par Michael Gracey, directeur artistique du film Moulin Rouge. Au début du clip, deux enfants se faufilent discrètement dans un théâtre pour assister à un spectacle. Sur la scène, Alesha, vêtue d'une robe jaune pâle à froufrous, entame une chorégraphie accompagnée de 6 autres danseuses habillées de la même façon mais en rose… Il y a également quelques couples qui effectuent des figures de rock acrobatique. À la fin de la chanson, tous les spectateurs reprennent a cappella le thème principal.

## Classement
| Chart                                   | Meilleure position |
| --------------------------------------- | ------------------ |
| Australie (ARIA)                        | 8                  |
| Autriche (Ö3 Austria Top 40)            | 34                 |
| Belgique (Flandre Ultratop 50 Singles)  | 16                 |
| Belgique (Wallonie Ultratop 50 Singles) | 18                 |
| Danemark (Tracklisten)                  | 31                 |
| Espagne (PROMUSICAE)                    | 2                  |
| Finlande (Suomen virallinen lista)      | 2                  |
| France (SNEP)                           | 2                  |
| Italie (FIMI)                           | 8                  |
| Norvège (VG-lista)                      | 3                  |
| Pays-Bas (Nederlandse Top 40)           | 5                  |
| Royaume-Uni (UK Singles Chart)          | 5                  |
| Suède (Sverigetopplistan)               | 7                  |
| Suisse (Schweizer Hitparade)            | 7                  |